# Lieve Van Ermen
Lieve Van Ermen (Borgerhout, 30 mei 1948) is een Belgisch cardiologe en politica uit Vlaanderen. 

## Levensloop
Van Ermen studeerde in 1973 af als doctor in de geneeskunde aan de Katholieke Universiteit Leuven en voltooide er in 1978 een specialisatie in de bedrijfsgeneeskunde. In 1979 werd ze tevens erkend als cardiologe, na opleidingen in Parijs, Montpellier en Rotterdam. Na afloop van haar studies werkte ze van 1978 tot 1982 als bedrijfsarts bij de stad Antwerpen en de Nationale Bank van België in Brussel. In 1982 werd ze zelfstandig cardiologe.
Ze ging tevens verschillende bestuursfuncties bekleden in artsenverenigingen. In 1992 werd Van Ermen lid van het Verbond der Vlaamse Academici en in 1996 lid van het Comité van de vereniging van vrouwelijke artsen Medical Women Association Belgium, waarvan ze van 2003 tot 2004 voorzitter was. Bovendien was ze van 2003 tot 2005 lid van de raad van beheer van het Federaal Kenniscentrum voor de Gezondheidszorg (KCE) en werd ze in 1998 lid en in 2007 ondervoorzitter van Nederlandstalige Kamer van de Erkenningscommissie van Geneesheren-Specialisten in de Cardiologie. Vanaf 2002 was ze penningmeester van de afdeling cardiologie van het Verbond der Belgische Beroepsverenigingen van Geneesheren-Specialisten. Van 2021 tot 2023 was ze nog voorzitter van het Vlaams Artsenverbond.
Aanvankelijk werd Van Ermen politiek actief voor de liberale partij VLD, waar ze behoorde tot de rechts-liberale vleugel. Ze was bestuurslid bij de lokale afdeling in Kalmthout en zetelde daar van 2001 tot 2006 als fractieleider in de gemeenteraad. In 2007 stapte zij over naar de rechts-libertaire partij Lijst Dedecker van voormalig VLD-politicus Jean-Marie Dedecker en werd voor deze partij lijsttrekker voor de Senaat bij de federale verkiezingen van 10 juni 2007. Ze werd verkozen met 25.462 voorkeurstemmen. Van Ermen bleef senator tot aan de verkiezingen van juni 2010 en stelde zich daarbij niet langer kandidaat. Van 2009 tot 2012 zetelde ze nogmaals in de gemeenteraad van Kalmthout.